# Miami Toros
Los Miami Toros fueron un equipo de fútbol de los Estados Unidos que alguna vez jugaron en la North American Soccer League, la antigua liga de fútbol más importante del país.

## Historia
Fue fundado en el año 1972 en la ciudad de Miami con el nombre Miami Gatos luego de adquirir la franquicia del Washington Darts. En 1973 adoptaron el nombre de Toros y pasaron la mayor parte de su historia jugando en el Miami Orange Bowl hasta que en 1976 se mudaron al Tamiami Park.
El club desapareció en 1976 cuando se mudaron a Fort Lauderdale y pasaron a llamarse Fort Lauderdale Strikers, quienes más tarde se llamarían Minnesota Strickers.

## Palmarés
- NASL: 0
  - Subcampeón: 1

1974
- Títulos Divisionales: 1

1974

## Rivalidades
A partir de 1975 desarrollaron una rivalidad con el Tampa Bay Rowdies, la cual se volvió más fuerte cuando la franquicia se mudó a Fort Lauderdale.

## Jugadores destacados
| - Alain Maca (1972) - Esteban Aránguiz (1974-75) - Leroy DeLeon (1972-1973) | - Jim Holton (1976) - Warren Archibald (1972-76) - Steve David (1974-76) |

## Entrenadores
- Sal DeRosa (1972)
- John Young (1973-1974)[5]
- Greg Myers (1975-1976)[3]
- Ken Furphy (1976-1977)

## Dueños
- John Bilotta (1971-72)
- Joe Robbie (1973-76)
- Angel Lorie, Jr. (Asociado) (1972-75)
- Elizabeth Robbie (Asociada) (1976)